# Agnieszka Grochowska
Agnieszka Grochowska (Varsavia, 31 dicembre 1979) è un'attrice polacca.

## Biografia
Grochowska è nata il 31 dicembre 1979 a Varsavia. Si è diplomata all'Accademia teatrale Aleksander Zelwerowicz di Varsavia nel 2002. Nel 2003 ha iniziato a lavorare allo Studio Theatre di Varsavia.
Ha ricevuto lo Shooting Stars Award nel 2007. Per il suo ruolo in Shameless (2012), ha ricevuto il premio come migliore attrice ai Polskie Nagrody Filmowe (premio assegnato annualmente dall'Accademia cinematografica polacca), mentre le sue interpretazioni in Pręgi (2004), In Darkness (2011) e Walesa - L'uomo della speranza (2013) le sono valse altre tre nomination. Grochowska è stata anche riconosciuta migliore attrice per il suo ruolo nella commedia norvegese Upperdog (2009) agli Amanda Awards, e ha ricevuto un premio al Festival del cinema di Gdynia per Trzy minuty. 21:37 (nel 2010) e per Obce niebo (2015). È stata nominata per il Premio Kanon, assegnato al Kosmorama International Film Festival di Trondheim. I suoi altri ruoli importanti includono Julia in Just Love Me (2006) e Joanna in Expecting Love (2008). Ha avuto un ruolo secondario nel dramma musicale del 2018 Teen Spirit, dove interpretava la madre del personaggio di Elle Fanning, Marla.
Grochowska è stata insignita della Croce d'oro al merito e della Medaglia di Bronzo al Merito alla Cultura - Gloria Artis dal governo polacco per il suo contributo alla cultura polacca.

## Vita privata
Dal luglio 2004 è sposata con il regista Dariusz Gajewski. Nel 2012 è nato il loro primo figlio, Władysław e nel 2016 il secondo, Henryk.